# Abaújkér
Abaújkér é um município da Hungria, situado no condado de Borsod-Abaúj-Zemplén. Tem 17,28 km² de área e sua população em 2015 foi estimada em 631 habitantes.